# ICC Men’s T20 World Cup Qualifier 2019
Der ICC T20 World Cup Qualifier 2019 war das Qualifikationsturnier für den ICC T20 World Cup 2020, der Weltmeisterschaft im Twenty20-Cricket und fand zwischen dem 18. Oktober und 2. November 2019 in den Vereinigten Arabischen Emiraten statt. Insgesamt qualifizierten sich sechs Mannschaften für die Weltmeisterschaft. In der Gruppenphase gelang Papua-Neuguinea und Irland die direkte Qualifikation. Im weiteren Verlauf qualifizierten sich die Niederlande, Namibia, Schottland und Oman für die Endrunde. Im Finale konnten sich die Niederlande gegen Papua-Neuguinea mit 7 Wickets den Turniersieg sichern.

## Teilnehmer
Insgesamt nehmen 14 Mannschaften an dem Turnier teil. Sechs Mannschaften qualifizierten sich für dieses Qualifikationsturnier über die ICC T20I Championship am 1. Januar 2019, während gleichzeitig zehn Mannschaften sich so direkt für die Weltmeisterschaft qualifizierten.
| - Hongkong - Irland - Niederlande | - Oman - Schottland - Simbabwe |

Hinzu kommt der Gastgeber des Qualifikationsturniers.
| - Ver. Arab. Emirate |

Sieben weitere Mannschaften qualifizieren sich über ein System von 17 regionalen Qualifikationsturnieren.
| - Singapur - Namibia - Kenia - Kanada | - Bermuda - Jersey - Papua-Neuguinea |

Nachdem Simbabwe vom Weltverband auf Grund von politischer Einflussnahme auf den Verband suspendiert wurde, wurde Nigeria als Ersatz nachnominiert.
| - Nigeria |

## Qualifikation

### Weltrangliste
Die Weltrangliste zum Stichtag der Qualifikation hatte die folgende Gestalt.
| Pos. | Mannschaft         | Spiele | Punkte | Rating | Kommentar                                                 |
| ---- | ------------------ | ------ | ------ | ------ | --------------------------------------------------------- |
| 1    | Pakistan           | 36     | 4.979  | 138    | Qualifiziert für die Super 12 Runde der Weltmeisterschaft |
| 2    | Indien             | 42     | 5.298  | 126    | Qualifiziert für die Super 12 Runde der Weltmeisterschaft |
| 3    | England            | 22     | 2.586  | 118    | Qualifiziert für die Super 12 Runde der Weltmeisterschaft |
| 4    | Australien         | 28     | 3.266  | 117    | Gastgeber und qualifiziert für die Super 12 Runde         |
| 5    | Südafrika          | 22     | 2.502  | 114    | Qualifiziert für die Super 12 Runde der Weltmeisterschaft |
| 6    | Neuseeland         | 25     | 2.803  | 112    | Qualifiziert für die Super 12 Runde der Weltmeisterschaft |
| 7    | West Indies        | 27     | 2.725  | 101    | Qualifiziert für die Super 12 Runde der Weltmeisterschaft |
| 8    | Afghanistan        | 27     | 2.490  | 92     | Qualifiziert für die Super 12 Runde der Weltmeisterschaft |
| 9    | Sri Lanka          | 29     | 2.518  | 87     | Qualifiziert für Gruppenspiele der Weltmeisterschaft      |
| 10   | Bangladesch        | 30     | 2.321  | 77     | Qualifiziert für Gruppenspiele der Weltmeisterschaft      |
| 11   | Schottland         | 15     | 927    | 62     | Qualifiziert für das Qualifikationsturnier                |
| 12   | Simbabwe           | 20     | 1.097  | 55     | Qualifiziert für das Qualifikationsturnier                |
| 13   | Ver. Arab. Emirate | 13     | 649    | 50     | Qualifikation über regionale Qualifikationsturniere       |
| 14   | Niederlande        | 12     | 598    | 50     | Qualifiziert für das Qualifikationsturnier                |
| 15   | Hongkong           | 10     | 420    | 42     | Qualifiziert für das Qualifikationsturnier                |
| 16   | Oman               | 7      | 270    | 39     | Qualifiziert für das Qualifikationsturnier                |
| 17   | Irland             | 19     | 638    | 34     | Qualifiziert für das Qualifikationsturnier                |
| –    | Nepal              | 4      | 105    | –      | Qualifikation über regionale Qualifikationsturniere       |

### Regionalfinale
Die folgenden fünf Regionalfinale wurden im Jahr 2019 mit den folgenden Mannschaften ausgetragen.
| Turnier          | Teilnehmer                                                 |
| ---------------- | ---------------------------------------------------------- |
| Afrika           | Namibia, Kenia, Nigeria, Uganda, Botswana, Ghana           |
| Amerika          | Kanada, Bermuda, Vereinigte Staaten, Cayman Islands        |
| Asien            | Singapur, Katar, Nepal, Kuwait, Malaysia                   |
| Europa           | Jersey, Deutschland, Italien, Dänemark, Guernsey, Norwegen |
| Ostasien/Pazifik | Papua-Neuguinea, Philippinen, Vanuatu                      |

## Format
Die vierzehn Mannschaften wurden in zwei Gruppen zu je sieben Mannschaften aufgeteilt. In diesen spielt jeweils jedes Team gegen jedes andere. Die beiden Gruppenersten qualifizieren sich direkt für das Halbfinale und somit für das Finalturnier. Die Gruppenzweiten und -dritten spielen im Viertelfinale um den Halbfinaleinzug und die Qualifikation für das Finalturnier. Die unterlegenen Mannschaften treten gegen die Gruppenvierten im Halbfinale des unteren Qualifikationsweges. Dessen Sieger bestreiten das Spiel um Platz 5 und qualifizieren sich ebenfalls für das Finalturnier. Im Folgenden werden die Plätze eins bis sechs ausgespielt.

## Kaderlisten
Die Teams benannten die folgenden Kader.
| Twenty20 | Twenty20 | Twenty20 | Twenty20 | Twenty20 | Twenty20 | Twenty20 |
| Bermuda | Hongkong | Irland | Jersey | Kanada | Kenia | Namibia |
| --- | --- | --- | --- | --- | --- | --- |
| - Dion Stovell (K) - Terryn Fray (VK) - Okera Bascome - Onais Bascome - Oronde Bascome - Derrick Brangman - Deunte Darrell - Allan Douglas - Malachi Jones - Kamau Leverock - George O’Brien - Delray Rawlins - Macai Simmons - Sinclair Smith - Charles Trott - Rodney Trott - Janeiro Tucker | - Aizaz Khan (K) - Kinchit Shah (VK) - Ahsan Abbasi - Haroon Arshad - Waqas Barkat - Aarush Bhagwat - Kyle Christie - Mohammad Ghazanfar - Raag Kapur - Ehsan Khan - Nizakat Khan - Scott McKechnie (wk) - Nasrulla Rana - Simandeep Singh - Shahid Wasif          | - Gary Wilson (K) - Mark Adair - Andrew Balbirnie - David Delany - Gareth Delany - George Dockrell - Shane Getkate - Barry McCarthy - Kevin O’Brien - Boyd Rankin - Simi Singh - Paul Stirling - Harry Tector - Stuart Thompson - Lorcan Tucker - Craig Young | - Charles Perchard (K) - Corey Bisson - Dominic Blampied - Harrison Carlyon - Jake Dunford (wk) - Nicholas Ferraby - Nick Greenwood - Anthony Hawkins-Kay - Jonty Jenner - Elliot Miles - Rhys Palmer - William Robertson - Ben Stevens - Julius Sumerauer - Benjamin Ward | - Navneet Dhaliwal (K) - Rizwan Cheema - Nikhil Dutta - Romesh Eranga - Jeremy Gordon - Dilon Heyliger - Abraash Khan - Nicholas Kirton - Nitish Kumar - Junaid Siddiqui - Ravinderpal Singh - Hamza Tariq (wk) - Rodrigo Thomas - Srimantha Wijeratne - Saad Bin Zafar | - Shem Ngoche (K) - Sachin Bhudia - Emmanuel Bundi - Aman Gandhi - Dhiren Gondaria - Irfan Karim - Pushpak Kerai - Jasraj Kundi - Alex Obanda - Collins Obuya - Nelson Odhiambo - Lucas Oluoch - Elijah Otieno - Rakep Patel - Rushab Patel                                                   | - Gerhard Erasmus (K) - Jan Frylinck (VK) - Stephan Baard - Karl Birkenstock - Niko Davin - Zane Green - Zhivago Groenewald - Jean-Pierre Kotze - Tangeni Lungameni - Bernard Scholtz - Ben Shikongo - JJ Smit - Christi Viljoen - Pikky Ya France - Craig Williams               |
| Niederlande | Nigeria | Oman | Papua-Neuguinea | Schottland | Singapur | Ver. Arab. Emirate |
| - Pieter Seelaar (K) - Colin Ackermann - Philippe Boissevain - Ben Cooper - Ryan ten Doeschate - Scott Edwards (wk) - Brandon Glover - Timm van der Gugten - Fred Klaassen - Paul van Meekeren - Roelof van der Merwe - Max O’Dowd - Shane Snater - Antonius Staal - Tobias Visee              | - Ademola Onikoyi (K) - Sylvester Okpe (VK) - Abiodun Abioye - Sesan Adedeji - Vincent Adewoye - Daniel Ajekun - Chima Akachukwu - Daniel Gim - Segun Ogundipe - Isaac Okpe - Chimezie Onwuzulike - Leke Oyede - Sulaimon Runsewe - Mohameed Taiwo - Gershon Yusuf | - Zeeshan Maqsood (K) - Aqib Ilyas (VK) - Khawar Ali - Fayyaz Butt - Sandeep Goud - Aamir Kaleem - Kaleemullah - Bilal Khan - Mehran Khan - Suraj Kumar (wk) - Naseem Khushi - Mohammad Nadeem - Khurram Nawaz - Jay Odedra - Jatinder Singh                  | - Assad Vala (K) - Charles Amini (VK) - Simon Atai - Sese Bau - Kiplin Doriga - Riley Hekure - Hiri Hiri - Jason Kila - Nosaina Pokana - Damien Ravu - John Reva - Lega Siaka - Chad Soper - Norman Vanua - Tony Ura                                                       | - Kyle Coetzer (K) - Richie Berrington - Dylan Budge - Matthew Cross (wk) - Josh Davey - Alasdair Evans - Ollie Hairs - Michael Leask - Calum MacLeod - George Munsey - Adrian Neill - Safyaan Sharif - Tom Sole - Hamza Tahir - Craig Wallace - Mark Watt              | - Amjad Mahboob (K) - Aahan Gopinath Achar - Vinoth Baskaran - Surendran Chandramohan - Tim David - Avi Dixit - Aritra Dutta - Rezza Gaznavi - Anantha Krishna - Navin Param - Janak Prakash - Rohan Rangarajan - Manpreet Singh (wk) - Sidhant Singh - Aryaman Sunil - Selladore Vijayakumar | - Ahmed Raza (K) - Ashfaq Ahmed - Sultan Ahmed - Waheed Ahmed - Vriitya Aravind - Faizan Asif - Mohammad Boota - Darius D'Silva - Zawar Farid - Imran Haider - Zahoor Khan - Rohan Mustafa - Ghulam Shabber (wk) - Rameez Shahzad - Junaid Sidique - Chirag Suri - Muhammad Usman |

## Turnier

### Vorrunde

#### Gruppe A
Tabelle
|                 | Sp. | S | N | NR | P  | NRR    |
| --------------- | --- | - | - | -- | -- | ------ |
| Papua-Neuguinea | 6   | 5 | 1 | 0  | 10 | +2.086 |
| Niederlande     | 6   | 5 | 1 | 0  | 10 | +1.776 |
| Namibia         | 6   | 4 | 2 | 0  | 8  | +1.080 |
| Schottland      | 6   | 3 | 3 | 0  | 6  | +0.258 |
| Kenia           | 6   | 2 | 4 | 0  | 4  | −1.156 |
| Singapur        | 6   | 2 | 4 | 0  | 4  | −1.375 |
| Bermuda         | 6   | 0 | 6 | 0  | 0  | −2.839 |

 Spiele
| 18. Oktober Scorecard | Dubai (IAG) | Singapur 168-6 (20)         | – | Schottland 166-9 (20) |
|                       |             | Singapur gewinnt mit 2 Runs |   |                       |

| 18. Oktober Scorecard | Dubai (IAG) | Niederlande 166-4 (20)          | – | Kenia 136-8 (20) |
|                       |             | Niederlande gewinnt mit 30 Runs |   |                  |

| 19. Oktober Scorecard | Dubai (IAG) | Bermuda 89 (17.2)                      | – | Papua-Neuguinea 90-0 (10.2) |
|                       |             | Papua-Neuguinea gewinnt mit 10 Wickets |   |                             |

| 19. Oktober Scorecard | Dubai (IAG) | Niederlande 140-6 (20)          | – | Namibia 96 (19) |
|                       |             | Niederlande gewinnt mit 44 Runs |   |                 |

| 19. Oktober Scorecard | Dubai (IAG2) | Schottland 170-6 (20)          | – | Kenia 139-8 (20) |
|                       |              | Schottland gewinnt mit 31 Runs |   |                  |

| 20. Oktober Scorecard | Dubai (IAG2) | Papua-Neuguinea 197-7 (20)          | – | Namibia 116 (17.1) |
|                       |              | Papua-Neuguinea gewinnt mit 81 Runs |   |                    |

| 20. Oktober Scorecard | Dubai (IAG2) | Bermuda 149-7 (20)             | – | Singapur 152-5 (19.3) |
|                       |              | Singapur gewinnt mit 5 Wickets |   |                       |

| 21. Oktober Scorecard | Dubai (IAG) | Schottland 146-6 (20)         | – | Papua-Neuguinea 142-9 (20) |
|                       |             | Schottland gewinnt mit 4 Runs |   |                            |

| 21. Oktober Scorecard | Dubai (IAG) | Kenia 138-4 (20)          | – | Bermuda 93 (18.5) |
|                       |             | Kenia gewinnt mit 45 Runs |   |                   |

| 22. Oktober Scorecard | Dubai (IAG) | Namibia 159-6 (20)          | – | Schottland 135-8 (20) |
|                       |             | Namibia gewinnt mit 24 Runs |   |                       |

| 22. Oktober Scorecard | Dubai (IAG) | Singapur 101 (18.5)               | – | Niederlande 104-5 (16.3) |
|                       |             | Niederlande gewinnt mit 5 Wickets |   |                          |

| 23. Oktober Scorecard | Dubai (IAG2) | Bermuda 106-9 (20)            | – | Namibia 111-4 (13.1) |
|                       |              | Namibia gewinnt mit 6 Wickets |   |                      |

| 23. Oktober Scorecard | Dubai (IAG2) | Singapur 157-9 (20)         | – | Kenia 159-3 (18.5) |
|                       |              | Kenia gewinnt mit 7 Wickets |   |                    |

| 24. Oktober Scorecard | Dubai (IAG) | Niederlande 126-7 (20)                | – | Papua-Neuguinea 127-5 (19) |
|                       |             | Papua-Neuguinea gewinnt mit 5 Wickets |   |                            |

| 24. Oktober Scorecard | Dubai (DIC) | Schottland 204-4 (20)          | – | Bermuda 158-8 (20) |
|                       |             | Schottland gewinnt mit 46 Runs |   |                    |

| 25. Oktober Scorecard | Dubai (DIC) | Papua-Neuguinea 180-4 (20)          | – | Singapur 137-9 (20) |
|                       |             | Papua-Neuguinea gewinnt mit 43 Runs |   |                     |

| 25. Oktober Scorecard | Dubai (DIC) | Namibia 181-5 (20)          | – | Kenia 94 (18.5) |
|                       |             | Namibia gewinnt mit 87 Runs |   |                 |

| 26. Oktober Scorecard | Dubai (DIC) | Niederlande 206-3 (20)          | – | Bermuda 114-9 (20) |
|                       |             | Niederlande gewinnt mit 92 Runs |   |                    |

| 26. Oktober Scorecard | Dubai (DIC) | Namibia 191-8 (20)          | – | Singapur 104 (17.1) |
|                       |             | Namibia gewinnt mit 87 Runs |   |                     |

| 27. Oktober Scorecard | Dubai (DIC) | Papua-Neuguinea 118 (19.3)          | – | Kenia 73 (18.4) |
|                       |             | Papua-Neuguinea gewinnt mit 45 Runs |   |                 |

| 27. Oktober Scorecard | Dubai (DIC) | Schottland 130-8 (20)             | – | Niederlande 131-6 (17) |
|                       |             | Niederlande gewinnt mit 4 Wickets |   |                        |

#### Gruppe B
Tabelle
|                    | Sp. | S | N | NR | P | NRR    |
| ------------------ | --- | - | - | -- | - | ------ |
| Irland             | 6   | 4 | 2 | 0  | 8 | +1.591 |
| Oman               | 6   | 4 | 2 | 0  | 8 | +0.997 |
| Ver. Arab. Emirate | 6   | 4 | 2 | 0  | 8 | +0.682 |
| Hongkong           | 6   | 3 | 3 | 0  | 6 | +0.480 |
| Kanada             | 6   | 3 | 3 | 0  | 6 | +0.240 |
| Jersey             | 6   | 3 | 3 | 0  | 6 | +0.089 |
| Nigeria            | 6   | 0 | 6 | 0  | 0 | −4.673 |

Spiele
| 18. Oktober Scorecard | Abu Dhabi (SZS) | Hongkong 153-5 (20)          | – | Irland 155-2 (17.2) |
|                       |                 | Irland gewinnt mit 8 Wickets |   |                     |

| 18. Oktober Scorecard | Abu Dhabi (SZS) | Ver. Arab. Emirate 108-9 (20) | – | Oman 109-3 (18.2) |
|                       |                 | Oman gewinnt mit 7 Wickets    |   |                   |

| 19. Oktober Scorecard | Abu Dhabi (SZS) | Jersey 184-4 (20)          | – | Nigeria 115-7 (20) |
|                       |                 | Jersey gewinnt mit 69 Runs |   |                    |

| 19. Oktober Scorecard | Abu Dhabi (SZS) | Irland 125 (20)                                    | – | Ver. Arab. Emirate 129-5 (17) |
|                       |                 | Vereinigte Arabische Emirate gewinnt mit 5 Wickets |   |                               |

| 20. Oktober Scorecard | Abu Dhabi (SZN) | Kanada 176-5 (20)          | – | Jersey 123 (17) |
|                       |                 | Kanada gewinnt mit 53 Runs |   |                 |

| 20. Oktober Scorecard | Abu Dhabi (SZS) | Hongkong 102 (20)          | – | Oman 106-3 (17.3) |
|                       |                 | Oman gewinnt mit 7 Wickets |   |                   |

| 21. Oktober Scorecard | Abu Dhabi (SZS) | Hongkong 116-7 (20)                                | – | Ver. Arab. Emirate 118-2 (15.1) |
|                       |                 | Vereinigte Arabische Emirate gewinnt mit 8 Wickets |   |                                 |

| 21. Oktober Scorecard | Abu Dhabi (SZN) | Irland 183-3 (20)          | – | Oman 148-9 (20) |
|                       |                 | Irland gewinnt mit 35 Runs |   |                 |

| 21. Oktober Scorecard | Abu Dhabi (SZS) | Kanada 159-7 (20)          | – | Nigeria 109-8 (20) |
|                       |                 | Kanada gewinnt mit 50 Runs |   |                    |

| 22. Oktober Scorecard | Abu Dhabi (SZN) | Jersey 147 (20)            | – | Ver. Arab. Emirate 112 (19.2) |
|                       |                 | Jersey gewinnt mit 35 Runs |   |                               |

| 23. Oktober Scorecard | Abu Dhabi (SZN) | Nigeria 71 (19.5)          | – | Oman 72-3 (7) |
|                       |                 | Oman gewinnt mit 7 Wickets |   |               |

| 23. Oktober Scorecard | Abu Dhabi (SZS) | Kanada 156-5 (20)          | – | Irland 146-7 (20) |
|                       |                 | Kanada gewinnt mit 10 Runs |   |                   |

| 23. Oktober Scorecard | Abu Dhabi (SZS) | Hongkong 144-7 (20)         | – | Jersey 136-6 (20) |
|                       |                 | Hongkong gewinnt mit 8 Runs |   |                   |

| 24. Oktober Scorecard | Abu Dhabi (SZN) | Nigeria 111-3 (20)                                 | – | Ver. Arab. Emirate 112-5 (12.3) |
|                       |                 | Vereinigte Arabische Emirate gewinnt mit 5 Wickets |   |                                 |

| 24. Oktober Scorecard | Abu Dhabi (SZN) | Hongkong 150-7 (20)          | – | Kanada 118-9 (20) |
|                       |                 | Hongkong gewinnt mit 32 Runs |   |                   |

| 25. Oktober Scorecard | Abu Dhabi (SZN) | Jersey 105 (20)              | – | Irland 110-2 (14) |
|                       |                 | Irland gewinnt mit 8 Wickets |   |                   |

| 25. Oktober Scorecard | Abu Dhabi (SZS) | Kanada 144-9 (20)          | – | Oman 145-2 (14.5) |
|                       |                 | Oman gewinnt mit 8 Wickets |   |                   |

| 26. Oktober Scorecard | Abu Dhabi (SZS) | Nigeria 66-9 (20)            | – | Irland 67-2 (6.1) |
|                       |                 | Irland gewinnt mit 8 Wickets |   |                   |

| 27. Oktober Scorecard | Abu Dhabi (SZN) | Nigeria 81-8 (20)              | – | Hongkong 82-5 (7.1) |
|                       |                 | Hongkong gewinnt mit 5 Wickets |   |                     |

| 27. Oktober Scorecard | Abu Dhabi (SZS) | Jersey 141-7 (20)          | – | Oman 127-9 (20) |
|                       |                 | Jersey gewinnt mit 14 Runs |   |                 |

| 27. Oktober Scorecard | Abu Dhabi (SZS) | Ver. Arab. Emirate 154-5 (20)                    | – | Kanada 140-5 (20) |
|                       |                 | Vereinigte Arabische Emirate gewinnt mit 14 Runs |   |                   |

### Endrunde

#### 1. Qualifikations-Play-Off
| 29. Oktober Scorecard | Dubai (DIC) | Ver. Arab. Emirate 80-9 (20)      | – | Niederlande 81-2 (15.1) |
|                       |             | Niederlande gewinnt mit 8 Wickets |   |                         |

#### 2. Qualifikations-Play-Off
| 29. Oktober Scorecard | Dubai (DIC) | Namibia 161-7 (20)          | – | Oman 107 (19.1) |
|                       |             | Namibia gewinnt mit 54 Runs |   |                 |

#### 3. Qualifikations-Play-Off
| 30. Oktober Scorecard | Dubai (DIC) | Schottland 198-6 (20)          | – | Ver. Arab. Emirate 108 (18.3) |
|                       |             | Schottland gewinnt mit 90 Runs |   |                               |

#### 4. Qualifikations-Play-Off
| 30. Oktober Scorecard | Dubai (DIC) | Oman 134-7 (20)          | – | Hongkong 122-9 (20) |
|                       |             | Oman gewinnt mit 12 Runs |   |                     |

#### Halbfinale
| 1. November Scorecard | Dubai (DIC) | Niederlande 158-4 (20)          | – | Irland 137-9 (20) |
|                       |             | Niederlande gewinnt mit 21 Runs |   |                   |

| 1. November Scorecard | Dubai (DIC) | Papua-Neuguinea 130-5 (20)          | – | Namibia 112-5 (20) |
|                       |             | Papua-Neuguinea gewinnt mit 18 Runs |   |                    |

#### Spiel um den 5. Platz
| 31. Oktober Scorecard | Dubai (IAG) | Oman 167-7 (20)                  | – | Schottland 168-5 (19) |
|                       |             | Schottland gewinnt mit 5 Wickets |   |                       |

#### Spiel um den 3. Platz
| 2. November Scorecard | Dubai (DIC) | Irland 135 (19.1)          | – | Namibia 108 (18.2) |
|                       |             | Irland gewinnt mit 27 Runs |   |                    |

#### Finale
| 2. November Scorecard | Dubai (DIC) | Papua-Neuguinea 128-8 (20)        | – | Niederlande 134-3 (19) |
|                       |             | Niederlande gewinnt mit 7 Wickets |   |                        |